# Sascha Ahnsehl
Sascha Ahnsehl (* 21. März 1986 in Karl-Marx-Stadt) ist ein deutscher Basketballspieler mit über 165 bestrittenen Bundesligaspielen (2. Liga).
Er ist 1,90 m groß, wiegt 85 kg und spielte von 2014 bis 2016 als Aufbauspieler beim Zweitligisten Uni-Riesen Leipzig.
Er begann 1992 seine basketballerische Ausbildung bei der BG Chemnitz und durchlief alle Altersklassen des ostdeutschen 2. Liga-Vereins. 2003 besuchte er für ein Jahr die Pawnee High School in Colorado/USA.
Ahnsehl studierte Lehramt für Grundschulen (Deutsch/Sport) an der Universität Leipzig.

## Bisherige Erfolge
- U12/U14/U16 Sachsenauswahlmannschaft
- 2004: All-Conference Class 1A Colorado, All-State-Game Colorado, Co-MVP League 1A Colorado, 24-2 Season with Pawnee Coyotes (Undefeated League/District/Regional Champs-State Final Four)
- Teilnahme an der Universiade in Novi Sad 2008 mit der Uni-Mannschaft TU Chemnitz (9. Platz)
- 2010: BVSA All-Star
- 2011: All-Regionalliga-North 2nd Team
- 2011: All-Domestic-Regionalliga-North 1st Team
- 2012: All-Domestic-Pro B 1st Team
- 2012: Pro B Honorable Mention